# Coatham Mundeville
Coatham Mundeville – wieś w Anglii, w hrabstwie ceremonialnym Durham, w dystrykcie (unitary authority) Darlington. Leży 22 km na południe od miasta Durham i 355 km na północ od Londynu.